# 87 Sylvia
Sylvia (định danh hành tinh vi hình: 87 Sylvia) là một trong những tiểu hành tinh lớn nhất (đứng ở vị trí thứ 7, bằng với 15 Eunomia, trong phạm vi độ không đảm bảo đo lường). Nó là thiên thể mẹ của họ Sylvia và là thành viên của nhóm Cybele nằm ngoài vành đai tiểu hành tinh chính (xem các nhóm tiểu hành tinh). Sylvia là tiểu hành tinh đầu tiên được biết là sở hữu nhiều hơn một mặt trăng.

## Khám phá và đặt tên
Sylvia được N. R. Pogson phát hiện vào ngày 16 tháng 5 năm 1866, tại Madras (Chennai), Ấn Độ. Antonio Paluzie-Borrell, viết trong cuốn The Names of the Minor Planets (1955) của Paul Herget, nhầm lẫn rằng cái tên này dùng để tôn vinh Sylvie Petiaux-Hugo Flammarion, người vợ đầu tiên của nhà thiên văn học Camille Flammarion. Trên thực tế, trong bài báo công bố việc phát hiện ra tiểu hành tinh, Pogson giải thích rằng ông đã chọn tên này dựa trên Rhea Silvia, mẹ của Romulus và Remus (MNRAS, 1866).

## Đặc điểm vật lý
Sylvia có màu rất tối và có thể có thành phần nguyên thủy, mặc dù có một số khác biệt bên trong. Việc phát hiện ra các mặt trăng của nó giúp cho phép đo chính xác về khối lượng, mật độ và sự phân bố khối lượng của tiểu hành tinh. Mật độ của nó thấp (khoảng 1,4 lần mật độ của nước), cho thấy rằng tiểu hành tinh này xốp; các mô hình phù hợp nhất ước tính nó có thành phần ban đầu theo thể tích lầ 5% đá, 13% băng và 52% khoảng trống bên trong, và ngày nay Sylvia bao gồm một lớp khan nguyên sơ bên ngoài và một lõi bên trong khác biệt, với nước nóng chảy thấm vào bên trong để độ xốp của đá chứa đầy băng trong bán kính khoảng 46 km, sau đó đá xốp không có băng ra ngoài khoảng 104 km. 
Sylvia quay khá nhanh, quay quanh trục của nó sau mỗi 5,2 giờ, tạo cho nó một vận tốc quay ở xích đạo khoảng 65 m / s, gần bằng một nửa vận tốc thoát. 
Hình dạng của Sylvia dẹt và dài ra (a / b ≈ 1,45; a / c ≈ 1,84) và hơi bất thường. Tuy nhiên, bề mặt của nó chưa được chụp ảnh đủ tốt để các đặc điểm riêng lẻ được giải quyết.

## Hệ thống vệ tinh

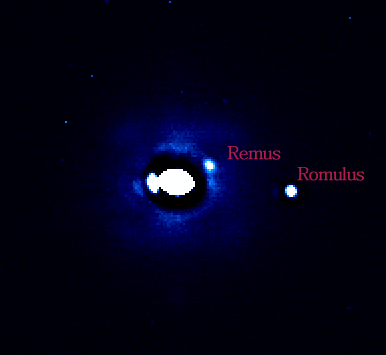
Các quan sát về Quang học Thích ứng của (87) Sylvia, cho thấy hai vệ tinh của nó, Remus và Romulus.

Sylvia có 2 vệ tinh quay quanh nó. Chúng được đặt tên lần lượt là (87) Sylvia I Romulus và (87) Sylvia II Remus, được đặt tên theo Romulus và Remus, hai con trai của Rhea Silvia.
Romulus, vệ tinh đầu tiên, được phát hiện vào ngày 18 tháng 2 năm 2001, từ kính viễn vọng Keck II của Michael E. Brown và Jean-Luc Margot. Remus, mặt trăng thứ hai, được phát hiện hơn ba năm sau đó vào ngày 9 tháng 8 năm 2004, bởi Franck Marchis của UC Berkeley, và Pascal Descamps, Daniel Hestroffer, và Jérôme Berthier của Observatoire de Paris, Pháp.
Đặc tính quỹ đạo của vệ tinh được liệt kê trong bảng này. Mặt phẳng quỹ đạo của cả vệ tinh và mặt phẳng xích đạo của tiểu hành tinh chính đều thẳng hàng. Đường kính là ước tính dựa trên giả định rằng các mặt trăng có cùng suất phản chiếu với thiên thể mẹ của chúng.
| Name    | Cân nặng [kg]  | Đường kính [km] | Trục bán chính [km] | Thời gian quay [ngày] | Độ lệch tâm        | Độ nghiêng[°] |
| ------- | -------------- | --------------- | ------------------- | --------------------- | ------------------ | ------------- |
| Remus   | (0,8±0,2)×1015 | 10+17 −6        | 694,2±0,1           | 1,3570±0,0003         | 0,005+0,010 −0,002 | 8,7±1,8       |
| Romulus | (1,4±0,4)×1015 | 15+10 −6        | 1340,6±0,4          | 3,64126±0,00002       | 0,000+0,003 −0,000 | 7,4±0,5       |